# Maria Reiche
Maria Reiche (født 15. maj 1903, død 8. juni 1998) var en tysk-født matematiker og arkæolog, som er berømt for sin forskning i Nazca-linjerne i Peru.
Maria Reiche blev født i Dresden og studerede matematik, geografi og sprog på Technische Universität Dresden. I 1932 begyndte hun at arbejde som barnepige og lærer for en tysk konsul i Cuzco, Peru. I 1934 mistede hun en finger på grund af koldbrand. Samme år startede hun som lærer i Lima samtidig med, at hun foretog nogle videnskabelige oversættelser. Da 2. verdenskrig nogle år senere brød ud, besluttede hun sig for ikke at vende tilbage til Tyskland.
I 1940 blev hun assistent for den amerikanske arkæolog Paul Kosok, der havde opdaget Nazca-linjerne. Omkring 1946 gik hun i gang med at kortlægge figurerne i Nazca. Da Kosok rejste hjem igen i 1948, fortsatte hun arbejdet og fik efterhånden kortlagt hele området.
Reiches teori var, at de, der byggede linjerne, brugte dem som solkalender og observatorium for astronomiske cykler. Da linjerne tydeligt kan ses ovenfra, overtalte hun Perus luftværn til at hjælpe hende med fotografiske opmålinger. Hun tilbragte det meste af sin tid alene i sit hjem i Nazca. Hun gjorde rede for sine teorier i bogen The Mystery of the Desert og brugte indtægterne fra bogen til at slå til lyd for en fredning af ørkenen og til at hyre vagter og assistenter.
Reiche ønskede at bevare Nazca-linjerne fra trafikale ødelæggelser – området ligger tæt på den panamerikanske highway – og diverse regeringsplaner, og hun brugte de fleste af sine penge på dette. Hun overbeviste regeringen om, at den offentlige adgang til området skulle begrænses. Hun lod bygge et tårn nær ved hovedvejen, så besøgende kunne se en større del af linjerne på afstand. I 1993 modtog hun en fortjenstmedalje, og hun blev peruviansk statsborger i 1994. UNESCO erklærede linjerne verdensarvsområde i 1995.
Reiches helbred blev dårligere hen over årene. Hun endte med at være bundet til en kørestol, led af hudlidelser og mistede synet. I sine sidste år led hun desuden af Parkinsons sygdom. Hun døde af livmoderhalskræft på et hospital i Lima. Hun blev ved en officiel begravelse stedt til hvile nær Nazca, og hendes tidligere hjem er blev indrettet som museum.